# Расписание (СУБД)
Расписанием называется упорядоченная последовательность действий, предпринимаемых в процессе выполнения одной или нескольких транзакции.

## Последовательное расписание
Расписание последовательно, если оно подразумевает выполнение всех действий одной транзакции, а затем всех действий другой транзакции, и т.д.

### Пример
В приведённой таблице отражены транзакции T1 и T2, а также изменения переменных, которые эти транзакции затрагивают.
| T1         | T2         | A   | B   |
| ---------- | ---------- | --- | --- |
|            |            | 25  | 25  |
| READ(A,t)  |            |     |     |
| t:=t+100   |            |     |     |
| WRITE(A,t) |            | 125 |     |
| READ(B,t)  |            |     |     |
| t:=t+100   |            |     |     |
| WRITE(B,t) |            |     | 125 |
|            | READ(A,s)  |     |     |
|            | s:=s*2     |     |     |
|            | WRITE(A,s) | 250 |     |
|            | READ(B,s)  |     |     |
|            | s:=s*2     |     |     |
|            | WRITE(B,s) |     | 250 |

## Конфликт
Пара последовательных действий в расписании считается конфликтной, если изменение взаимного порядка их выполнения оказывает влияние на поведение хотя бы одной из транзакций.
Обозначим действия транзакции: ri(X), wi(X), где r - операция чтения, w - операция записи, i - номер транзакции, X - элемент базы данных.

### Неконфликтные пары действий
- ri(X);rj(Y)
- ri(X);wj(Y) при X≠Y
- wi(X);rj(Y) при X≠Y
- wi(X);wj(Y) при X≠Y

### Конфликтные пары действий
- Два последовательных действия одной транзакции, например ri(X);ri(Y)
- Две операции записи значения одного элемента базы данных, выполняемых разными транзакциями: wi(X);wj(X)
- Последовательные операции записи и чтения одного и того же элемента базы данных разными транзакциями: ri(X);wj(X)

### Допустимые перестановки действий различных транзакций
Перестановки действий различных транзакций допустимы, если:
- Они затрагивают разные элементы базы данных.

или
- Ни одно из этих действий не связано с операцией записи данных.

## Условно-последовательное расписание
Расписание называется условно-последовательным, если результат его реализации оказывается аналогичным результату реализации последовательного расписания. Смотри Граф предшествования.

### Пример
| T1         | T2         | A   | B   |
| ---------- | ---------- | --- | --- |
|            |            | 25  | 25  |
| READ(A,t)  |            |     |     |
| t:=t+100   |            |     |     |
| WRITE(A,t) |            | 125 |     |
|            | READ(A,s)  |     |     |
|            | s:=s*2     |     |     |
|            | WRITE(A,s) | 250 |     |
| READ(B,t)  |            |     |     |
| t:=t+100   |            |     |     |
| WRITE(B,t) |            |     | 125 |
|            | READ(B,s)  |     |     |
|            | s:=s*2     |     |     |
|            | WRITE(B,s) |     | 250 |